# Марк Деций (трибун 311 пр.н.е.)
Марк Деций (на латински: Marcus Decius) e политик на Римската република от края на 4 век пр.н.е. Произлиза от плебейската фамилия Деции.
През 311 пр.н.е. той е народен трибун заедно с Луций Атилий и Гай Марций Рутил Цензорин. Издава се закон за изборите на военни трибуни. Консули са Гай Юний Бубулк Брут и Квинт Емилий Барбула.